# انتخابات مجلس نمایندگان سوریه (۱۹۳۶)
انتخابات ۱۹۳۶ مجلس نمایندگان سوریه (به عربی: الانتخابات التشريعية في سوريا 1936) این انتخابات سومین انتخابات مجلس نمایندگان سوریه بعد از استقلال از امپراطوری عثمانی است. این انتخابات بعد از اعتصاب عمومی سوریه ۱۹۳۶ برگزار شد و نتایج آن به پیروزی تشکل ملی سوریه شد و بیشتر هشتاد کرسی مجلس را به خود اختصاص دادند. این انتخابات توسط ترکمان‌های سوریه در سنجاق اسکندرون تحریم شد به این دلیل که آن‌ها دوست‌داشتند که این سنجاق از سوریه جدا شود و به ترکیه، هم‌زبان و هم‌نژاد آن‌ها الحاق گردد که در سه سال بعد نیز یعنی ۱۹۳۶ این اتفاق روی داد و سنجاق اسکندرون به ترکیه الحاق شد. یک رویداد دیگر معاصر با این انتخابات این بود که لاذقیه و سویدا که مستقل بودند به سوریه پیوست که ۱۶ کرسی برای لاذقیه و ۵ کرسی نمایندگان نیز برای سویدا بود.